# Kabupaten d'Aceh occidental
Le kabupaten d'Aceh occidental est un kabupaten de la province d'Aceh, située à la pointe ouest de l'île de Sumatra.
En 2023, sa population était estimée à 204 475 habitants.